# La rabbia dei secondi
La rabbia dei secondi è un singolo del rapper italiano Coez, pubblicato il 21 agosto 2015 come primo estratto dall'album Niente che non va.

## Tracce
Testi di Coez, musiche di Stefano Ceri.
1. La rabbia dei secondi – 3:11

## Descrizione
Riguardo al brano, Coez ha così commentato: 

## Video musicale
Il 28 agosto 2015 è stato pubblicato su YouTube il video ufficiale del brano, con la regia di Edoardo Bolli e Simone Moglié.